# Karel Pilař (motociclista)
Karel Pilař   (Rumburk, 29 de maig de 1936) és un expilot de motocròs txec que tingué renom internacional durant la dècada del 1960, durant la qual fou un dels principals competidors al Campionat del Món i al de Txecoslovàquia.

## Resum biogràfic
Fill d'un carnisser, Karlik (com se'l coneix familiarment) Pilař era un gran aficionat a la bicicleta des de ben petit, i hi passejava sovint per Rumburk i la rodalia. Quan va veure un petit ciclomotor Zetka a una botiga del poble, va insistir a casa fins que els seus pares l'hi van compar. Amb la Zetka va poder ampliar el seu radi de desplaçaments, però aviat li van entrar ganes de competir i es va adonar que necessitava alguna cosa més, de manera que se la va transformar en una mena de moto de competició. Llavors va començar a participar en curses locals al costat d'un un amic del poble que tenia una Jawa Robot. Pilař va guanyar la primera cursa juvenil que va córrer i va decidir de dedicar-s'hi seriosament, de manera que un cop aconseguida la llicència federativa va seguir corrent i obtenint èxits en curses regionals, pels voltants de Liberec (als Sudets). Aviat va canviar la seva antiga moto per una ČZ 150 cc i, després, per una Jawa 250 cc Libenak d'enduro. Va ser amb aquesta moto que es va adonar que el que més li agradava era el fora d'asfalt.

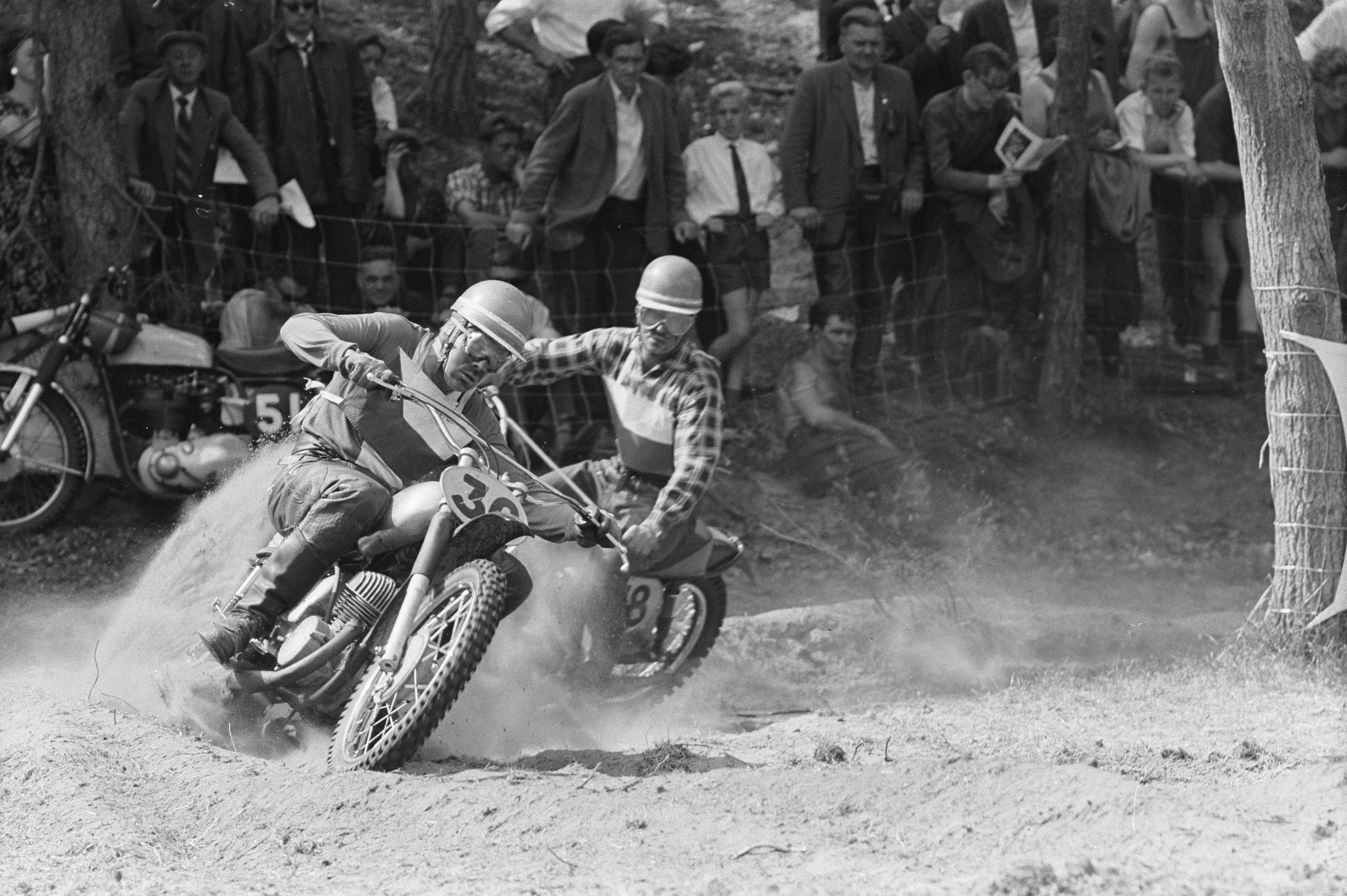
Pilař (36) davant de Vlastimil Válek al GP dels Països Baixos de 1963

Gràcies als seus èxits en diverses curses, Pilař fou convidat a un campament de la Svazarm de Sedlčany (districte de Příbram), on el formaren i s'entrenà. En sortir-ne, el convidaren a la fàbrica CZ de Strakonice, a la Bohèmia Meridional, on li proporcionaren una CZ 250 de motocròs i començà a córrer-hi en curses importants. Gran amic de Vlastimil Válek, Karel Pilař es desplaçava a les competicions amb ell, alternant els seus respectius cotxes.
Pilař va debutar al mundial de motocròs al Gran Premi de Txecoslovàquia de 250cc de 1962, disputat el 20 de maig a Šárka, prop de Praga. La prova fou un èxit per als txecs, ja que el guanyador fou Vlastimil Válek i Karel Pilař hi quedà en quarta posició. Gràcies a aquell resultat, la Swazarm l'envià el mes de juny al Gran Premi de Luxemburg, on tan ell com Válek aconseguiren acabar al podi. Des d'aleshores, Pilař acompanyà sempre Válek als Grans Premis i ambdós hi aconseguiren nombrosos èxits. El millor moment de la carrera esportiva de Pilař fou quan guanyà el Gran Premi de l'Alemanya Oriental de 1963, celebrat a Apolda (Turíngia) el 4 d'agost. Aquell mateix any, guanyà el Campionat de Txecoslovàquia de 500cc.
El maig del 2014, Karel Pilař participà, al costat d'altres pilots de l'època, en un acte d'homenatge a l'antic Motocròs Internacional d'Imola, celebrat entre 1948 i 1965.

## Palmarès al Campionat del Món
Font:
| Any  | Motocicleta | 500cc | 250cc |
| ---- | ----------- | ----- | ----- |
| 1962 | ČZ          | -     | 5è    |
| 1963 | ČZ          | 14è   | 4t    |
| 1964 | ČZ          | -     | 8è    |
| 1965 | ČZ          | 14è   | 8è    |